# Soğukçeşme Sokağı

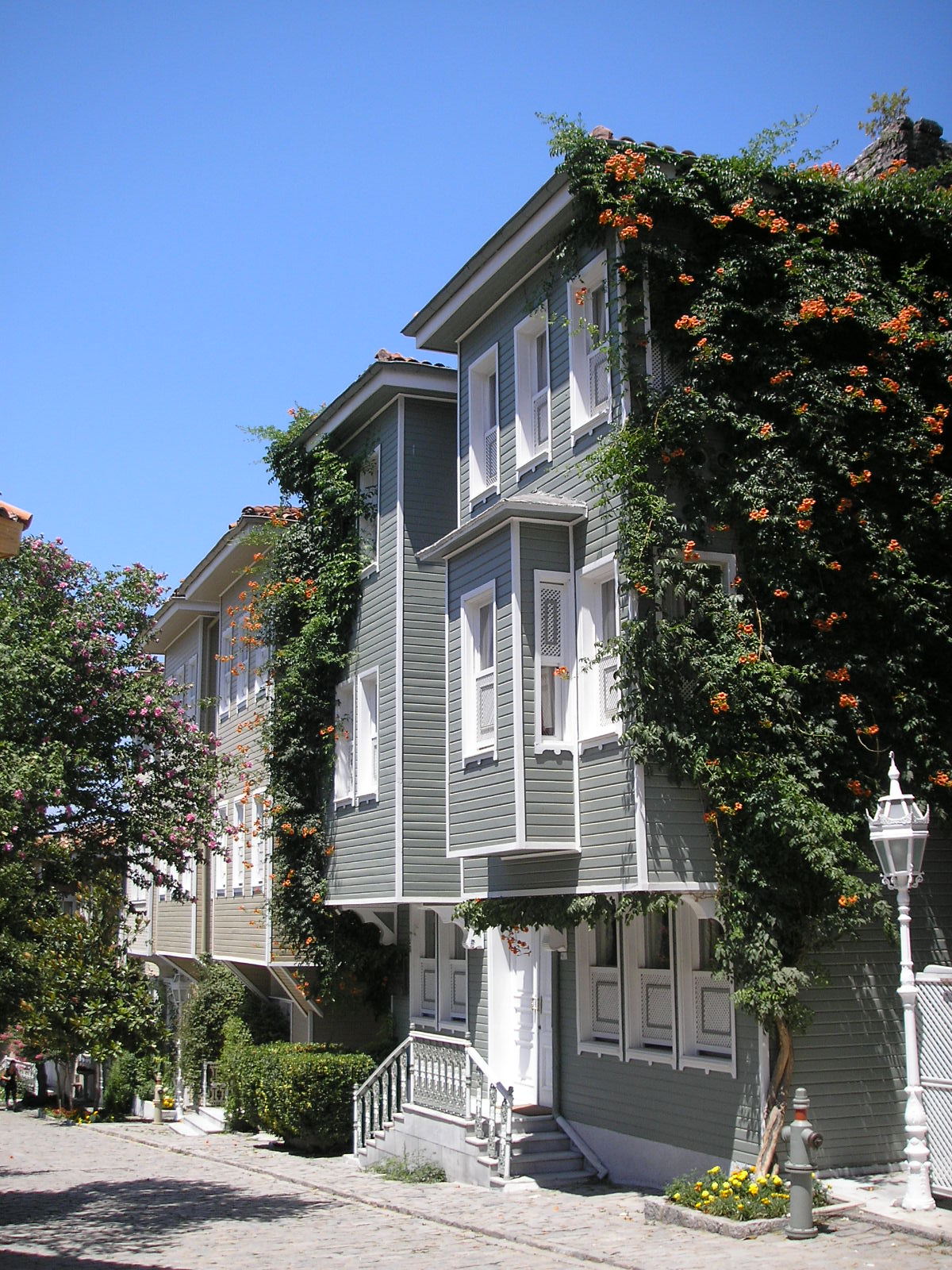
Duas das casas da Rua Soğukçeşme

A Soğukçeşme Sokağı ("Rua da Fonte Fria") é uma pequena rua de Istambul com casas históricas no bairro de Sultanahmet, distrito de Fatih, Turquia. A rua, muito estreita, localiza-se entre as traseiras da Basílica de Santa Sofia e os muros do Palácio de Topkapı, ligando a entrada exterior deste com a entrada do Parque Gülhane na Alemdar Caddesi (Rua Alemdar), onde se encontra a fonte que deu o nome à rua.
É uma rua sem trânsito automóvel, muito pitoresca pelas suas casas tradicionais otomanas em madeira pintada e pela vegetação. As casas têm entre quatro e dez divisões e dois andares; datam do século XIX e início do século XX e foram restauradas em 1985-1986 por iniciativa de Çelik Gülersoy, que nos 38 anos que esteve à frente do Clube Automóvel e de Turismo da Turquia (em turco: Türkiye Turing ve Otomobil Kurumu, TTOK), promoveu a recuperação de diversos edifícios em Istambul.
Nove casas da rua, as Ayasofya Konakları (Mansões de Santa Sofia), funcionam como hostel de luxo gerido pelo TTOK. As casas têm os nomes dos arbustos de flores que lhe estão próximas: Yaseminli Ev (Casa Jasmim), or Salkımlı Ev (Casa Wisteria sinensis), Hanımeli Ev (Casa Madressilva), etc. As casas estão decoradas com mobília de estilo século XIX, cortinas de seda, cadeirões de veludo e espelhos prateados. Um dos hóspedes mais ilustres foi a rainha Sofia de Espanha, que ali esteve hospedada durante quatro noites na primavera de 2000.
O sexto presidente da república da Turquia, Fahri Korutürk (1903-1987), nasceu em Soğukçeşme Sokağı. Uma das casas da rua alberga a İstanbul Kitaplığı, uma biblioteca com mais de 10 000 livros sobre Istambul, gerida pela Fundação Çelik Gülersoy.
No final da rua junto ao Parque Gülhane existe uma cisterna bizantina atualmente trnasformada num restaurante.